# Нанорталік
Нанорталік, раніше Неннорталік, місто на острові Нанорталік, муніципалітет Куяллек, на півдні Гренландії . 1185 жителів станом на 2020 рік  це одинадцяте за величиною місто в країні. Назва Nanortalik означає "Місце білих ведмедів " або "Місце, куди йдуть білі ведмеді" (від гренл. nanoq   ). Це найпівденніше місто Гренландії з населенням понад 1000.

## Історія
Завдяки своєму розташуванню ця область була однією з перших частин Гренландії, заселеною скандинавами, і однією з останніх, заселеною інуїтами . Місто було засноване в 1770 році як Неннорталік.  У 1797 році торговці з Джуліанехаба в Нанорталіку створили постійний торговий склад. Через погані пристані в 1830 році місто було перенесено на три кілометри на північ, де воно залишається і сьогодні. Від старого міста залишилися лише деякі розкидані руїни.

## Географія
Нанорталік розташований на невеликому острові (який також називають Нанорталік) на березі моря Лабрадора, приблизно 100 км на північ від мису Фарвель, південного краю Гренландії. Мис поблизу відомий як мис Егеде . 
Навколишній район простягається від острова Qeqertarsuaq поблизу Alluitsup Paa до мису Фарвель та 60 км фіорд Лінденов на східному узбережжі. Район загалом займає 15 000 кв. Км (5800 кв. Миль). 
Місця селища Narsarmijit, Аллуітсуп-Паа (Sydprøven), Тасіусак, Ааппілатток, Аммассівік, а також наступні населенні пункти з не більше ніж 20 жителів в кожному: Saputit, Nalasut, Nuugaarsuk, Akuliaruseq, Qallimiut, Qorlortorsuaq, Alluitsoq і метеостанції Ikerasassuaq.

### Острів Нанорталік

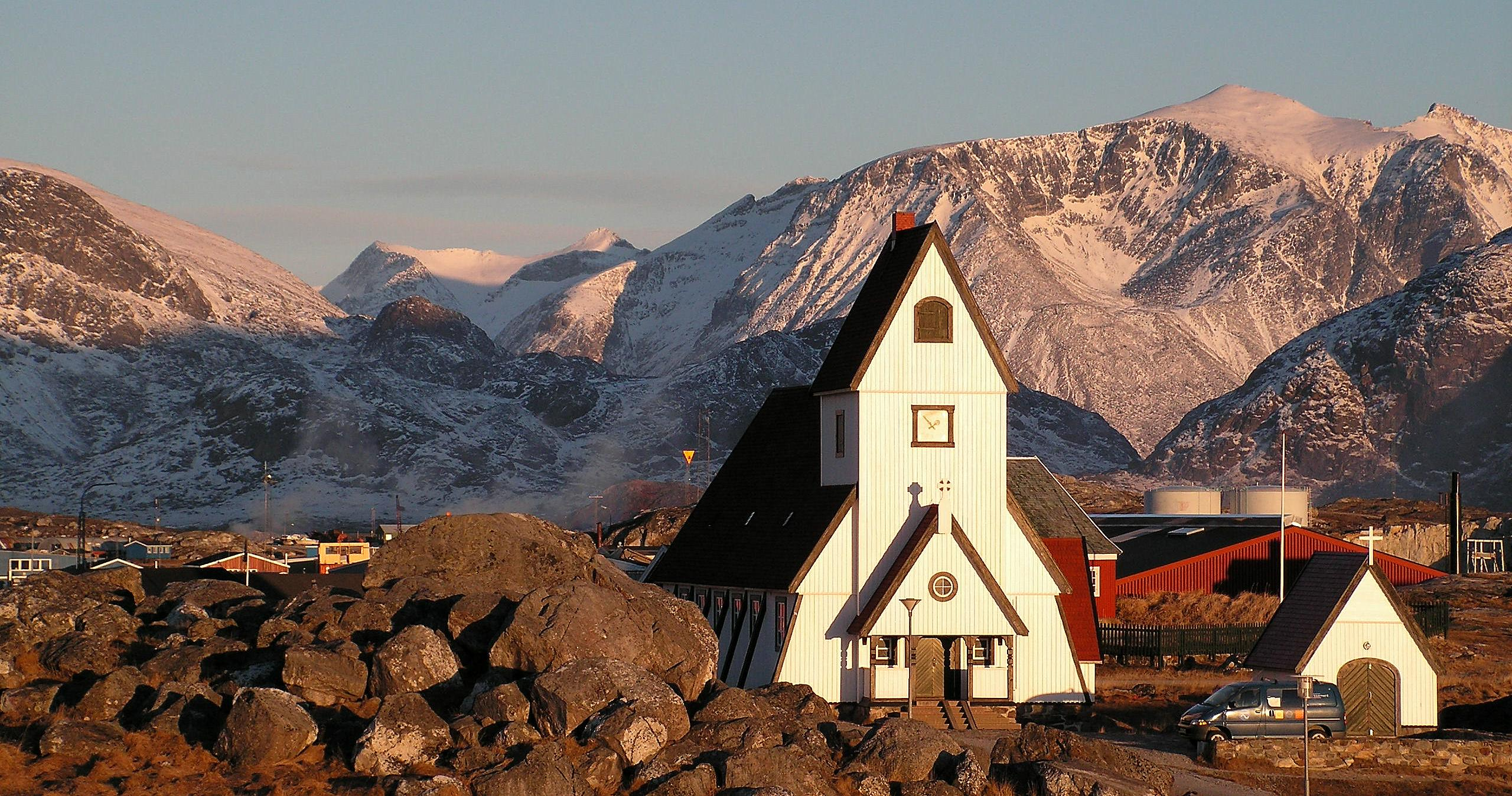
Церква Нанорталіка.

Острів Нанорталік розташований біля гирла 70 кіломитрового фіорду Тасерміут . Острів розміром близько 10 км і має дві незначні гори: Quaqqarsuasik ( дан. Storfjeldet ' Велика гора ' ; 559 м) та Квасік ( дан. Ravnefjeldet ' Ворона гора ' ; 308м). 

### Альпінізм
У сусідньому фіорді Тасерміут є високі гірські вершини та вертикальні стіни. На гору Кетил (1500 м) і Уламерторсуак зазвичай піднімаються. Равнєфельдет також неподалік. До фіорду Торссукатак з величезними морськими скелями та островом Паміагдлюк також можна дістатись чартованим човном. 

## Клімат
Клімат Нанорталіка: тундра ( класифікація Кеппена ET ) із сильними океанічними та полярними впливами, що створює помірно високі показники опадів і низькі різниці температур між сезонами відповідно. Зими в Нанорталіку дуже помірні порівняно з рештою Гренландії, середня температура січня дорівнює -4 ° С. Однак літо досить холодне для цієї широти, із середньою температурою липня 8 ° C (на відміну від Гельсінкі, який також знаходиться на подібній широті, але спостерігається тепле літо близько 17 ° C)

## Економіка

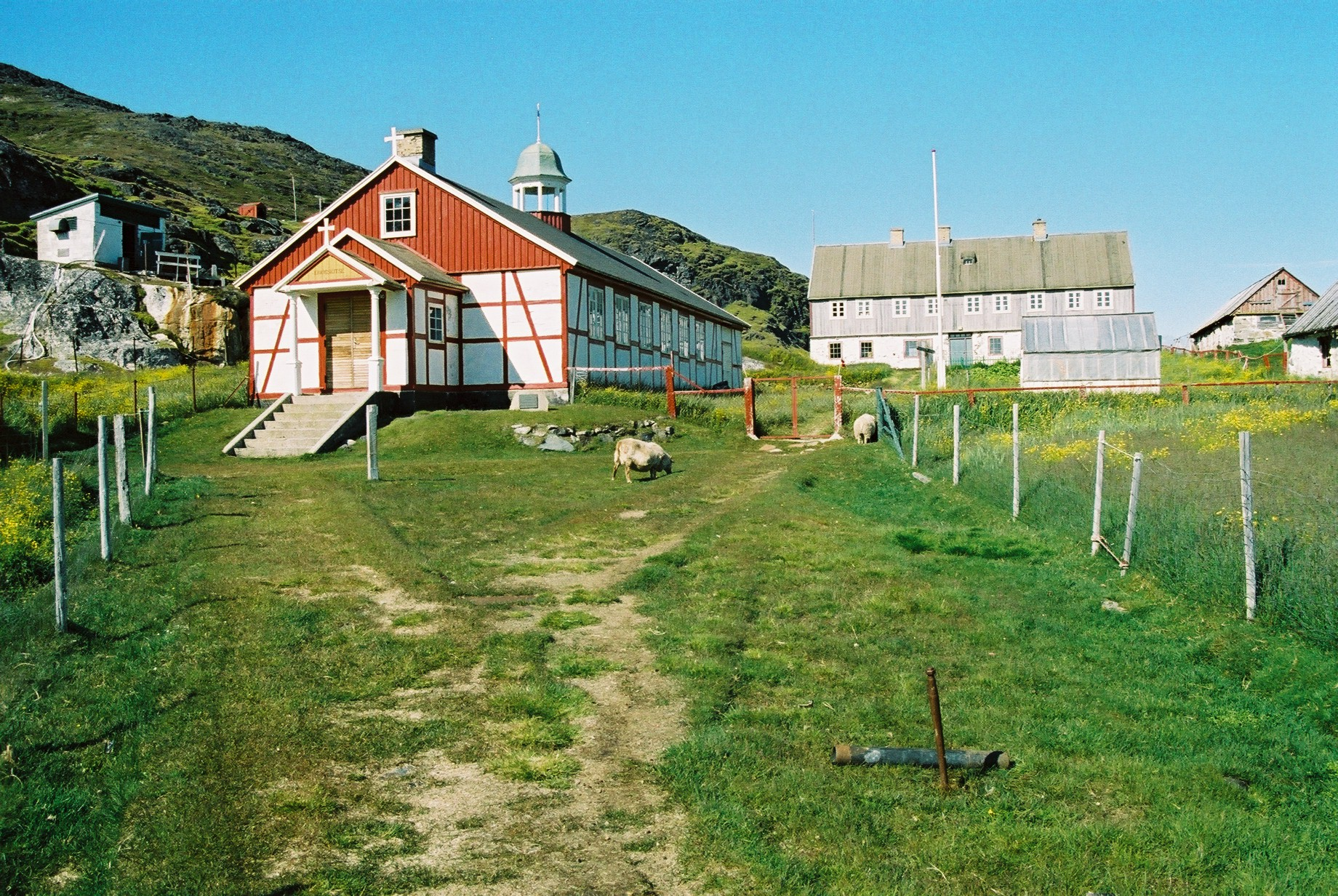
Alluitsoq

Основним джерелом доходу для жителів району є крабовий промисел, полювання на Cystophora cristata та риболовля з невеликим човном. У період з 2004 по 2013 рік золота шахта Налунак діяла в долині Кіркеспір (Кіркеспірдален;60°21′34″ пн. ш. 44°49′54″ зх. д. / 60.35944° пн. ш. 44.83167° зх. д. ), 30 км на північ від Нанорталіка.   Планувалося побудувати дорогу між Нанорталіком та шахтою, щоб працівники могли жити в місті. Але рішення та планування зайняли занадто багато часу, тому компанія побудувала прості квартири для робітників шахти. Гренландцям було менш привабливо жити в такому місці, тому більшість робітників були з інших країн.
Навесні багато гренландців полюють на Cystophora cristata серед зовнішніх островів, де зграя льоду дрейфує від східного узбережжя на північ. Вікова культура інуїтів живе в цій щорічній мисливській традиції.
Нанорталік має мало продуктивної торгівлі. Тут немає заводів та масштабної риболовецької діяльності, оскільки морський лід заважає ловити рибу кілька місяців на рік. Дрібний промисел, краболовство, полювання на тюленів та морських птахів та туризм забезпечують більшість місцевих доходів.  Десятки років тому шахта графіту працювала близько 20 км від міста, але вона було покинута в 1925 році.

## Флора і фауна

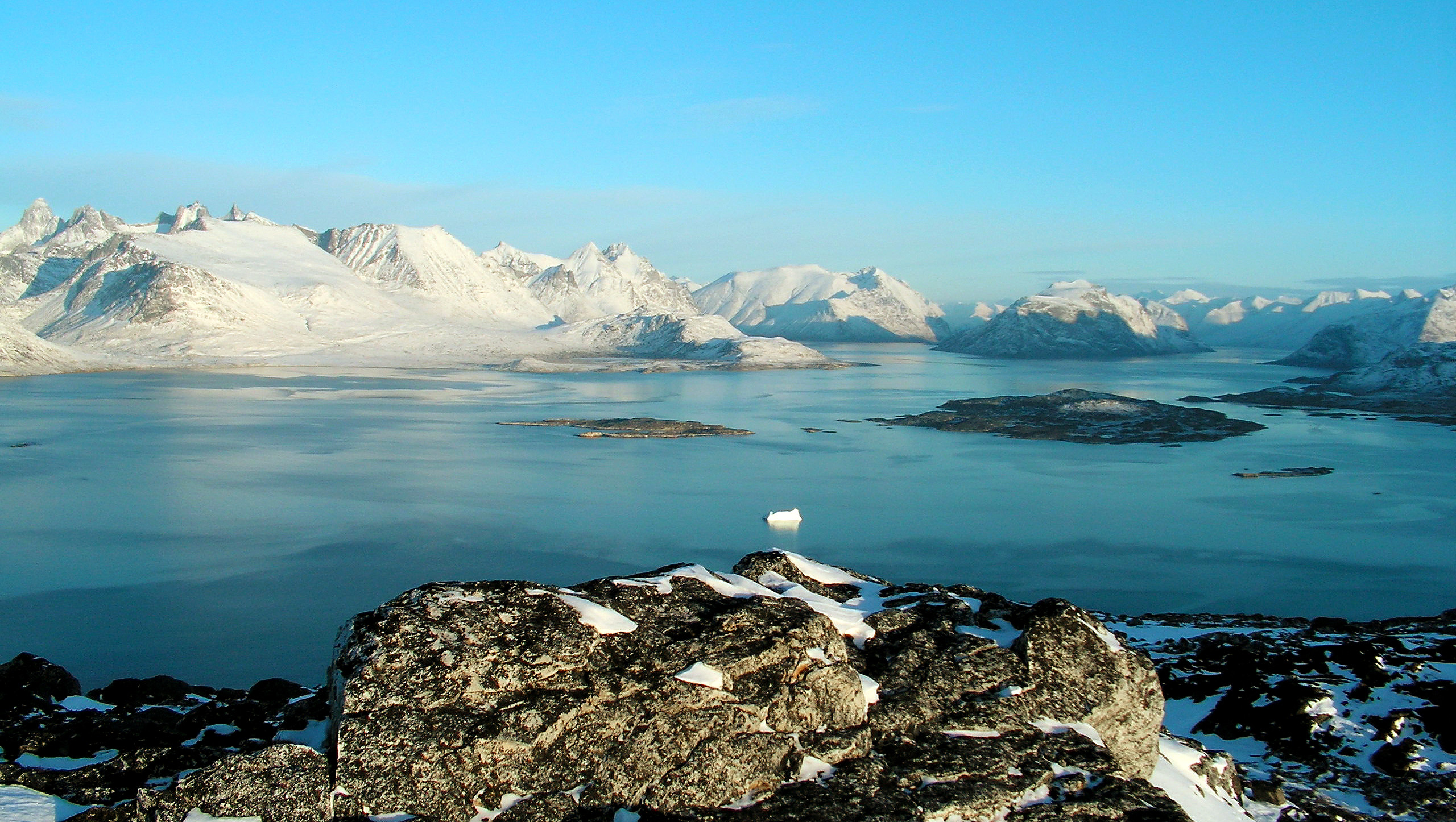
Типова груднева сцена в місті Нанорталік, розглянута з вершини Равнеф'єльдета. У грудні, айсбергів (див. Передній план) мало, але навесні пануватимуть над фіордами.

У той час як Гренландія майже повністю не має дерев, долина Цінгуа близько 40 км від міста Нанорталік є єдиний ліс у Гренландії (в60°17′38″ пн. ш. 44°29′45″ зх. д. / 60.29389° пн. ш. 44.49583° зх. д. ). Тут верба ( Salix glauca ) та береза ( Betula pubescens ) виростають до декількох метрів. У долині також є близько 300 інших видів рослин та багато лишайників .
Тваринний світ острова Нанорталік досить рідкий через місцевих мисливців. Як результат, ворони, чайки та снігові вівсянки є одними з небагатьох великих видів птахів, і, скоріше за все, не можна побачити жодного ссавця більше миші. Однак навколишні райони нараховують численні види.
Окрім тюленів, зграя льоду також приносить білих ведмедів зі східного узбережжя - звідси і назва Нанорталік. Щороку в районі спостерігається кілька ведмедів, але вони рідко становлять загрозу для людей. Протягом весни та пізнього літа у водах навколо міста багато китів; найпоширеніші кити мінке.
З птахів у місті Нанорталік є: ворон, куріпка, полярна чайка, Ісландська чайка, пуночка, Кайра, гаги, король гага, кречет, орлан-білохвіст, чечітка, круглоносие плавунчик, різні кулики, червонийкрохаль, червоний гагара, великий північний водолаз, баклан, довгохвоста качка, тупик, північна пшениця, маленький авк, різні качки, рідше снігові сови .
Незважаючи на натяк на полярних ведмедів у назві міста, вони рідкісні гості в Нанорталіку, але іноді припливають на морському льоді зі Східної Гренландії з січня по червень.

### Морські ссавці
У навколишніх фіордах нерідкі тюлені. Найпоширенішими є нерпи кільчасті, за якими слідують Cystophora cristata і лисуни гренландські .
З серпня по жовтень мінкові кити поширені біля відкриття фіорду Тасерміут. Іноді помічають горбатих китів і косаток.

## Населення
Станом на 2020 рік 1185 жителів Нанорталік є третім за величиною містом в муніципалітеті Куяллек.  Населення зменшилось за останні кілька років. За останні два десятиліття більшість міст та поселень на півдні Гренландії мали негативний приріст, і багато населених пунктів швидко обезлюднювались. 

## Транспорт
Вертолітний майданчик Нанорталік працює цілий рік як вертолітний вузол Air Greenland, пов'язуючи Нанорталік з усіма регіональними населеними пунктами та аеропортом Нарсарсуак, а отже, опосередковано з рештою Гренландії та Європою. 

## Цікаві місця
- Передавач Angissq LORAN-C
- Мис Фарвель, Гренландія, найпівденніша точка Гренландії

## Міста-побратими
- Kolding, Denmark
- Roskilde, Denmark
- Ísafjörður, Iceland